# Нові Рацибори (Підляське воєводство)
Нові Рацибори (пол. Nowe Racibory) — село в Польщі, у гміні Соколи Високомазовецького повіту Підляського воєводства.
Населення — 235 осіб (2011).
У 1975-1998 роках село належало до Ломжинського воєводства.

## Демографія
Демографічна структура станом на 31 березня 2011 року:
|          | Загалом | Допрацездатний вік | Працездатний вік | Постпрацездатний вік |
| -------- | ------- | ------------------ | ---------------- | -------------------- |
| Чоловіки | 121     | 28                 | 79               | 14                   |
| Жінки    | 114     | 15                 | 71               | 28                   |
| Разом    | 235     | 43                 | 150              | 42                   |